# 시구르 외만

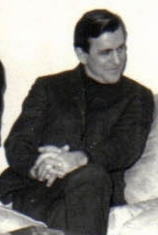
시구르 외만

시구르 외만(덴마크어: Sigurd Ømann, 1923년 8월 16일 ~ 1988년 9월 10일)은 덴마크의 정치인으로, 1968년부터 1974년까지 사회인민당의 대표였다. 1953년부터 1958년까지 덴마크 공산당(이하 공산당)의 당원이었으며, 1966년부터 1977년까지 사회인민당 소속 국회의원을 지냈다. 1977년 탈당과 함께 의원직에서 물러났다.

## 생애
롤란섬에 위치한 스토케마르케 마을에서 태어났으며, 1968년 사임한 악셀 라르센의 뒤를 이어 사회인민당의 대표가 되었다. 대표 시절이던 1972년 덴마크는 유럽 경제 공동체 가입 국민투표를 맞이하게 되었으며, 때마침 또 다른 좌파 정당인 사회민주당 또한 야당이었던지라, 두 당은 각자의 정체성을 확보하기 위해 고군분투하였다.
1971년 총선에서 좌파사회당은 후보 전원이 낙선함에 따라 사회인민당은 원내에서 사회민주당보다 더 좌파적인 유일한 정당이 되었다. 외만은 사회민주당과의 협력을 시도했으나, 막상 이루어지지 않던 중 1973년 국가예산 적자로 예산 정책 규제의 중요성이 부각되기 시작했다. 원내 우파 정당들이 사회민주당 및 사회인민당보다 더 강력한 비용 절감을 주장하게 되면서, 양당은 예산 삭감 및 법인세 인상 문제를 두고 합의하게 된다. 1973년 6월 양당은 차임규제에 대해 합의안을 내놓았으며, 이에 사회인민당은 임대료 상승안을 받아들여야만 했는데, 문제는 이게 당의 정책과 대치되었다는 것이다.
1972년 유럽 경제 공동체 가입 국민투표 당시 사회인민당은 원내 정당 중 유일하게 반대 입장을 표명했으며, 반EC 인민운동 창립에 협력하게 된다. 당 대표 시절이던 1970년대에는 좌파사회당이 친환경 정책을 내세우면서 환경 이슈가 부각되기 시작했다. 사회인민당은 이에 회의적인 입장을 취했으나, 당원들의 압박에 결국 지지로 선회하게 되었다. 외만 본인은 중도좌파 사회민주당과의 협력을 강조했으나, 일부 당원들은 이에 비판적인 목소리를 냈으며, 오히려 원외 좌파 단체들과의 협력을 주장했다. 1974년에는 외만보다 더 좌파적인 게르트 페테르손이 신임 당대표로 선출되었다.